# ベルリン (補給艦)
ベルリン（ドイツ語：Berlin, A 1411）は、ドイツ海軍の補給艦（任務部隊補給艦）。ベルリン級補給艦の1番艦。艦名はベルリン特別市に由来する。

## 艦歴
「ベルリン」は、フレンスブルク造船社（de:Flensburger Schiffbau-Gesellschaft）で建造され、1999年4月30日にベルリン市長エーベルハルト・ディープゲンの前妻モニカ・ディープゲンが洗礼を施して進水、2001年4月11日に就役し補助艦艇隊に配属された。
2002年にアフリカの角における不朽の自由作戦に参加、2004年から2005年にかけて再びアフリカの角における不朽の自由作戦に参加している。2005年にインドネシアで発生したスマトラ島沖地震の被災民救助に派遣される。
2007年7月26日から2007年9月3日まで国際連合レバノン暫定駐留軍の参加し海上統制支援任務のためレバノン沖にて展開する。2008年1月から6月までドイツ海軍での教育部隊（EAV）として運用される。2009年1月から7月までは第2常設NATO海洋グループ（SNMG2）およびアタランタ作戦に参加する。
2012年にはアタランタ作戦に参加しており、2月22日にアデン湾にて海賊の襲撃を受けているタンカーの救難信号を受信し、艦載ヘリコプターを現場に急行させ事態を収拾させている。同年5月に任務終了する。
ベルリン市が後援団体となっている。
第2機動隊群補助艦艇隊に所属し、ヴィルヘルムスハーフェンを母港としている。